# Koszykówka na Igrzyskach Afrykańskich 2019
Koszykówka 3×3 na Igrzyskach Afrykańskich 2019 odbywał się w dniach 21–25 sierpnia 2019 roku w Parc Ibn Sina – Forêt Hilton położonym w Rabacie.

## Podsumowanie

### Klasyfikacja medalowa
| Klasyfikacja medalowa | Klasyfikacja medalowa         | Klasyfikacja medalowa | Klasyfikacja medalowa | Klasyfikacja medalowa | Klasyfikacja medalowa |
| Miejsce               | Państwo                       | Złoto                 | Srebro                | Brąz                  | Razem                 |
| --------------------- | ----------------------------- | --------------------- | --------------------- | --------------------- | --------------------- |
| 1                     | Nigeria                       | 1                     | 0                     | 1                     | 2                     |
| 2                     | Madagaskar                    | 1                     | 0                     | 0                     | 1                     |
| 3                     | Egipt                         | 0                     | 1                     | 0                     | 1                     |
| =                     | Mali                          | 0                     | 1                     | 0                     | 1                     |
| 5                     | Demokratyczna Republika Konga | 0                     | 0                     | 1                     | 1                     |
| Razem                 | Razem                         | 2                     | 2                     | 2                     | 6                     |

### Medaliści
| Konkurencja | 1. miejsce | 2. miejsce                                                                 | 3. miejsce                                                                                                   |
| ----------- | --- | -------------------------------------------------------------------------- | --- |
| Mężczyźni   | Madagaskar · Solondrainy Alpha Jean Arnol · Randriamampionona Elly · Rakotonirina Fiary Jonhson · Ratianarivo Livio Rocheteau | Egipt · Basem Alian · Serageldin Elsayed · Mohamed Mohamed · Kareem Moussa | Nigeria · Peace Godwin · Kanyinsola Odufuwa · Mustapha Oyebanji · Chukwunonso Udemezue                       |
| Kobiety     | Nigeria · Fummanya Ijeh · Abel Marvellous · Murjanatu Musa · Ifunanya Okoro                                                   | Mali · Gnere Dembele · Assetou Diakite · Aissata Maiga · Djeneba N'Diaye   | Demokratyczna Republika Konga · Sungulia Alliance · Sephora Kayolo Mangenza · Luzenga Louange · Bula Mariana |